# Néoténie

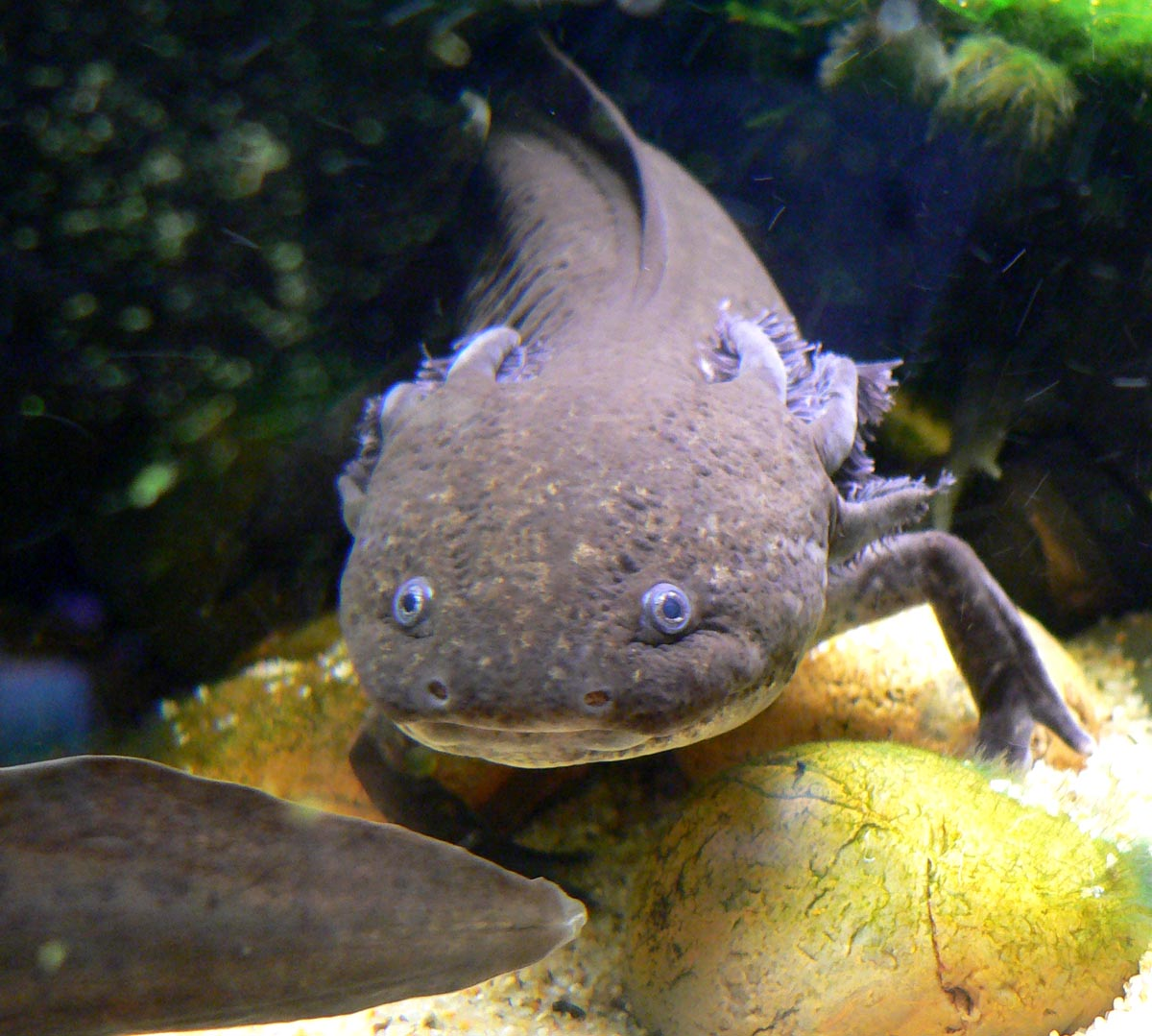
L'axolotl, souvent cité comme exemple de cas de néoténie.

La néoténie décrit, en biologie du développement, la conservation de caractéristiques juvéniles chez les adultes d'une espèce, ou le fait d'atteindre la maturité sexuelle pour un organisme encore au stade larvaire. Ces phénomènes sont surtout observés chez des amphibiens et des insectes, pour lesquels on parle de pédogenèse.
Il s'agit d'un cas particulier d'hétérochronie et d'un type de pédomorphose.

## Étymologie
Le terme néoténie a été proposé par le biologiste Julius Kollmann (en) dans plusieurs articles écrits en 1883 et publiés en 1884 ou 1885. Le mot est la juxtaposition du préfixe neo, signifiant nouveau, et du grec teinein, signifiant étendre.

## Exemples classiques
L'exemple le plus connu est l'axolotl ; on a longtemps cru avoir affaire à la forme larvaire de la salamandre tigrée (Ambystoma tigrinum), alors qu'il s'agissait de deux espèces différentes, les larves d'axolotl se reproduisant sans avoir atteint l'« âge adulte ». Dans son cas, la larve aquatique peut soit conserver cette forme toute sa vie et se reproduire sans problème, soit se métamorphoser en forme terrestre (il ressemble alors à une salamandre), qui est un imago sans qu'on puisse pour autant dire qu'il soit plus « adulte » que la forme aquatique. La néoténie est connue chez un certain nombre d'urodèles actuels, et ce phénomène semble être ancien; des données morphologiques et histologiques suggèrent que l'urodèle-souche Marmorerpeton, du Jurassique moyen, était néoténique.
Un autre exemple classique est le cas du ver luisant : cette fois-ci, la femelle reste à l'état de « larve » toute sa vie (d'où l'appellation de « ver » alors qu'il s'agit d'un coléoptère), alors que le mâle doit se métamorphoser en imago ailé pour pouvoir se reproduire.

## Néoténie et évolution adaptative

### Chez l'être humain
Cette théorie du développement de l'être humain (ontogenèse) a été élaborée par Louis Bolk dans les années 1920-1930 en se fondant sur l'observation d'une série de caractéristiques communes de l'homme avec de jeunes primates. Selon cette approche, la boîte crânienne non soudée à la naissance, l'absence de pilosité du bébé ou la faiblesse de l'appareil musculaire sont des marques de néoténie.
Dans les années 1970 Stephen Jay Gould a réhabilité les observations de Bolk en les réinterprétant à la faveur des connaissances de la science (évolution en mosaïque).

L'hypothèse du caractère néoténique au sens large de l'être humain possède aussi une dimension anthropologique, psychologique et philosophique, soulignée entre autres par Jacques Lacan.

« Dès les années 1930, en se fondant sur les travaux d’anatomie de son temps, Lacan défendait la thèse d’une « prématuration spécifique de la naissance chez l’homme » : tout se passe comme si l’être humain naissait prématurément. Il est fondamentalement inachevé, constitutivement déficient. Ainsi que l’écrit en une formule frappante Louis Bolk, référence chère à Lacan, « l’homme est, du point de vue corporel, un fœtus de primate parvenu à maturité sexuelle ». »

— Frédéric Fruteau de Laclos, Émile Meyerson, Paris, Les Belles Lettres, 2014, p. 154-155
Le philosophe français Dany-Robert Dufour a repris cette idée : du fait de son inachèvement, l'homme serait un être intrinsèquement prématuré, dépendant de la relation à l'autre, d'où la substitution nécessaire de la culture à la nature propre à cette espèce, et sa place particulière dans l'histoire de l'évolution, l'homme se réappropriant le monde par la parole, la croyance symbolique et la « création prothétique », c'est-à-dire la technique.
Dans le cadre d'une interprétation relevant de l'anthropocentrisme, le paradoxe de la « débilité » naturelle de l'humanité au regard de sa prétendue supériorité évolutive pourrait être expliqué par une hypothèse encore plus audacieuse : par son essence inachevée et naturellement indéterminée à la naissance, l'homme jouirait d'une supériorité sélective du fait de l'extraordinaire plasticité des adaptations culturelles au regard de la sélection naturelle.
La technique et la culture se substituant à la programmation instinctuelle des autres animaux, créent la possibilité d'adaptations beaucoup plus rapides que celles permises par le processus darwinien de sélection naturelle, fondé sur la transmission des caractères génétiques.
Cette disposition implique en contrepartie l'extrême vulnérabilité des petits humains et leur longue dépendance vis-à-vis des sujets adultes, la socialisation constituant une étape nécessaire, longue et coûteuse en énergie, à la formation d'individus viables et autonomes.
Konrad Lorenz dans Psychologie et phylogénèse évoque la néoténie humaine. Il la relie à sa curiosité et son ouverture au monde et sa déspécialisation. Elles en font un être curieux non spécialisé.

### Cas des espèces domestiques
Par ailleurs, on distingue chez les animaux une tendance à la conservation de caractères juvéniles lors de la domestication. Par exemple, les chiens remuent la queue et aboient comme le font les louveteaux, mais conservent ce comportement toute leur vie alors que les loups l'abandonnent à l'âge adulte. De même, les chats sauvages adultes ne ronronnent plus et ne jouent plus, alors que les chats domestiques le font souvent jusqu'à la vieillesse. Le même phénomène a été observé pour les renards domestiqués lors de l’expérience de Dmitri Beliaïev.
Des races de chiens telles que les molossoïdes sont situées dans le bas de l'échelle néoténique (caractères plus juvéniles) alors que d'autres races de type primitif ou de type Spitz (Groupe 5 selon la Nomenclature FCI) se situent plus haut sur cette échelle (chiens plus « adultes » exprimant moins de caractères juvéniles).

### Autre
La néoténie existe également dans la lignée verte, et particulièrement chez les plantes présentes en milieu très sec. Ainsi, à la moindre averse, les graines germent et fleurissent très rapidement, devenant susceptibles de reproduction sexuée avant même que l'appareil végétatif soit pleinement développé. Cette stratégie a été sélectionnée car elle garantit une reproduction même dans le cas où les plantes meurent avant la fin de leur développement. On retrouve également la néoténie chez Welwitschia mirabilis, une Gnétophyte du désert du Namib.
Enfin, sur un plan plus général, le terme néoténie peut signifier « une transformation, un remaniement d'un patrimoine structural existant en opposition à la création d'une structure en tous points nouvelle ».